# Valter Tauli
Valter Tauli (ur. 13 listopada 1907 w Tallinnie, zm. 3 stycznia 1986 w Uppsali) – estoński językoznawca-uralista.

## Kwestia nazwiska
Pierwotnie nazywał się Valter Evald Poissman; nazwisko zmienił na Tauli w ramach obowiązkowej estonizacji nazwisk w 1935 r.

## Życiorys
Po uzyskaniu wiosną 1926 r. matury w gimnazjum w rodzinnym Tallinnie wyjechał na studia do Tartu. Specjalizował się w filologii estońskiej, folklorystyce i pedagogice. Po ukończeniu studiów pracował przez 8 lat jako nauczyciel języka estońskiego w gimnazjum. Gdy Estonia została w 1940 r. anektowana przez ZSRR, podjął decyzję o ucieczce. W 1944 r. udało mu się wraz z żoną Selmą uciec do Szwecji. Dopiero 12 lat później zdoła – pomimo rozmaitych prac zarobkowych poza uniwersytetem – uzyskać stopień doktora w Lund na podstawie pracy o tendencjach fonologicznych w języku estońskim. W 1962 r. zostanie mianowany docentem na uniwersytecie w Uppsali i odtąd aż do przejścia na emeryturę w 12 lat później prowadził tam będzie wykłady z filologii estońskiej.

## Dorobek publikacyjny
Pierwszy artykuł naukowy Tauliego ukazał się w 1930 r. (a więc jeszcze pod nazwiskiem Poissman). Od tego czasu do śmierci, tzn. przez 56 lat pracy opublikował ponad 100 pozycji, w tym 11 książek. Większość tytułów ukazała się po estońsku lub angielsku. Dominantę tematyczną stanowią kwestie planowania języka oraz tendencje ewolucyjne języków uralskich.

## Ważniejsze publikacje książkowe
- Phonological tendencies in Estonian, 1956
- Structural tendencies in Uralic languages, 1966
- Introduction to a theory of language planning, 1968
- Standard Estonian grammar, part 1:1973, part 2: 1983